# Carl Mand

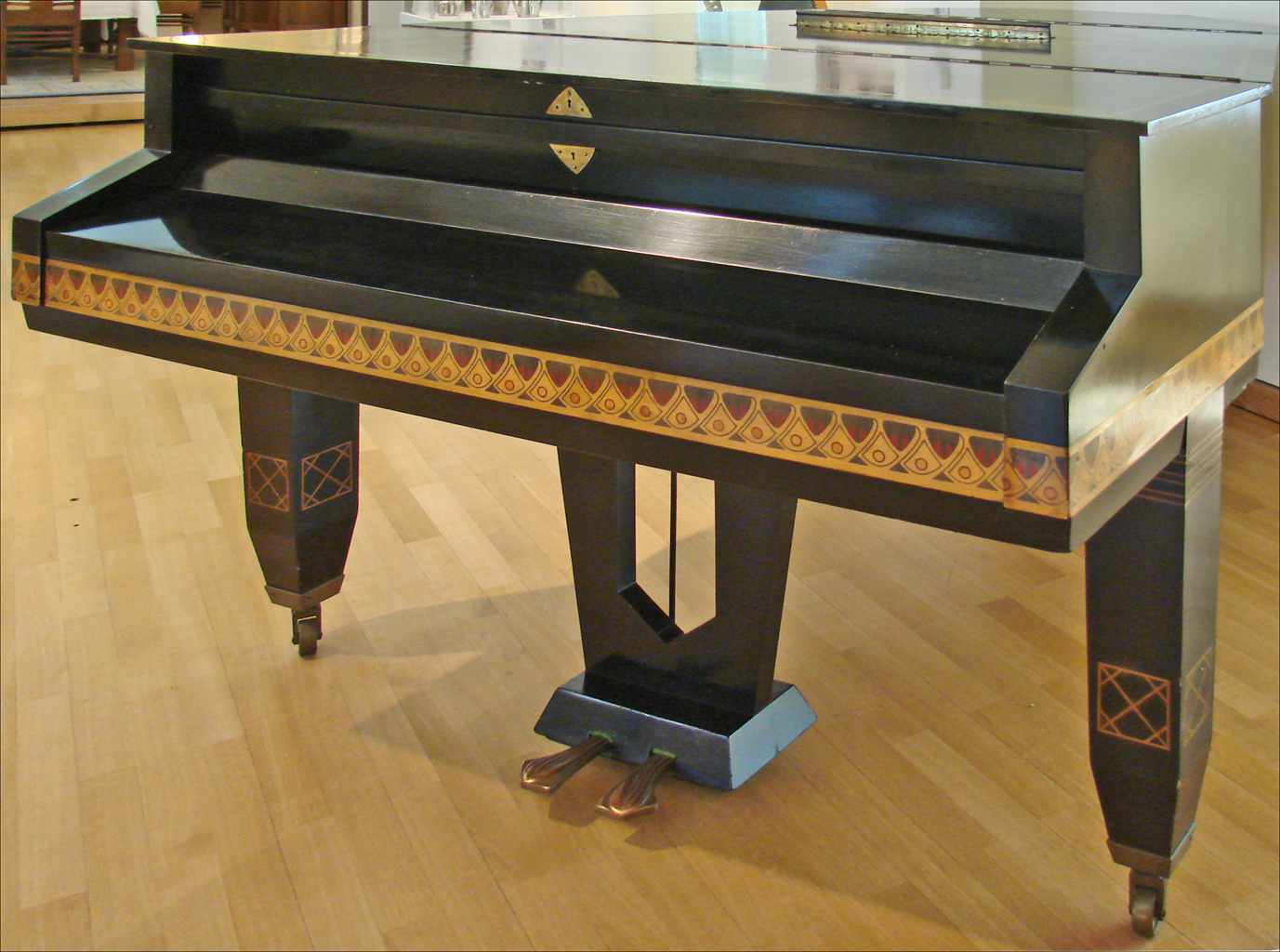
„Grand Piano, Dekor von Joseph Maria Olbrich“ (1901), hergestellt von Pianoforte Fabrik Carl Mand, Koblenz

Carl Mand sen. (* 27. Oktober 1811 in Horchheim; † 28. August 1892 in Koblenz) und sein Sohn Carl Mand jun. (* 30. Juli 1846 in Koblenz; † 26. Dezember 1906 in Koblenz) waren deutsche Klavierbauer und Unternehmer.

## Unternehmensgeschichte

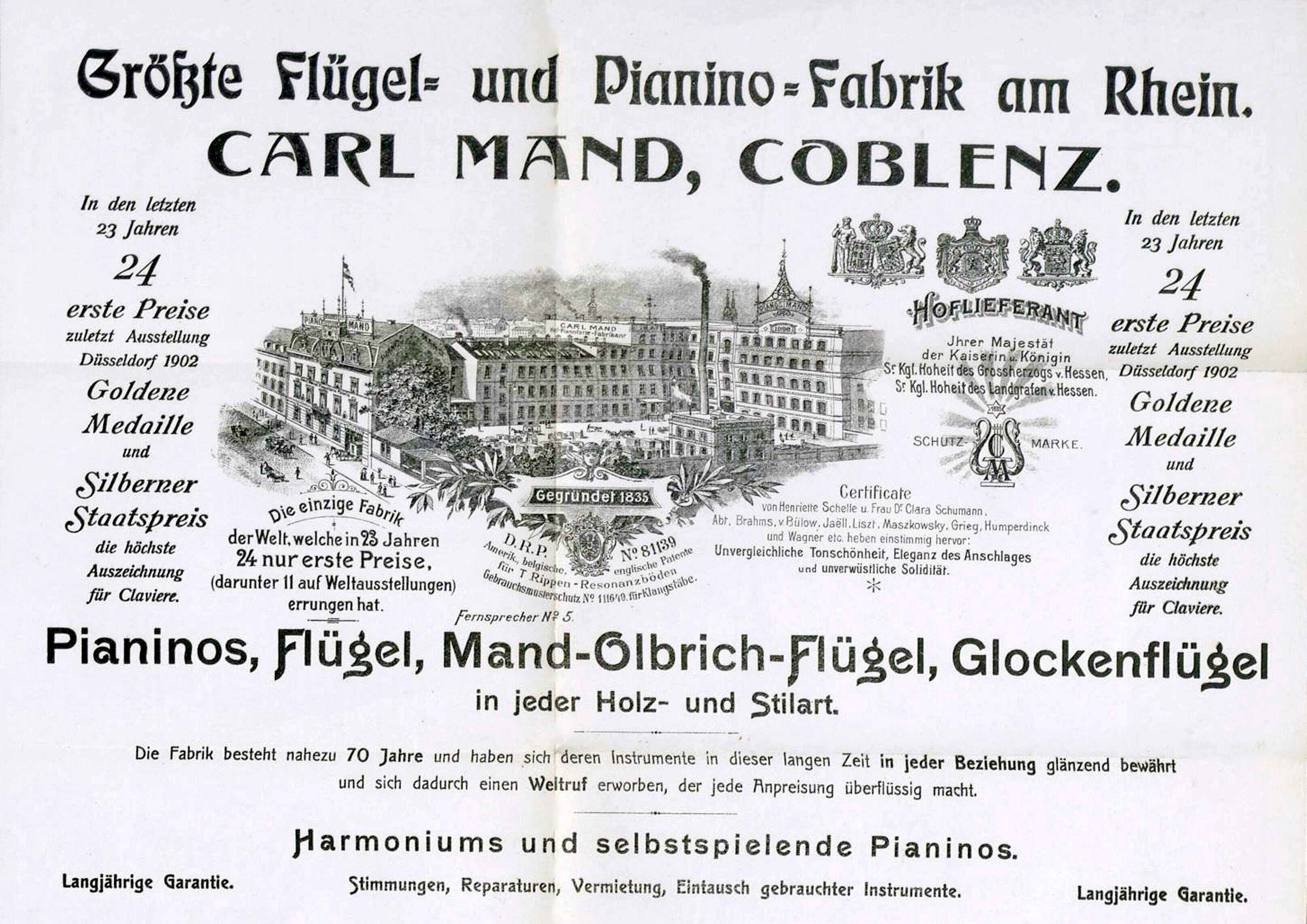
Werbeanzeige 1903

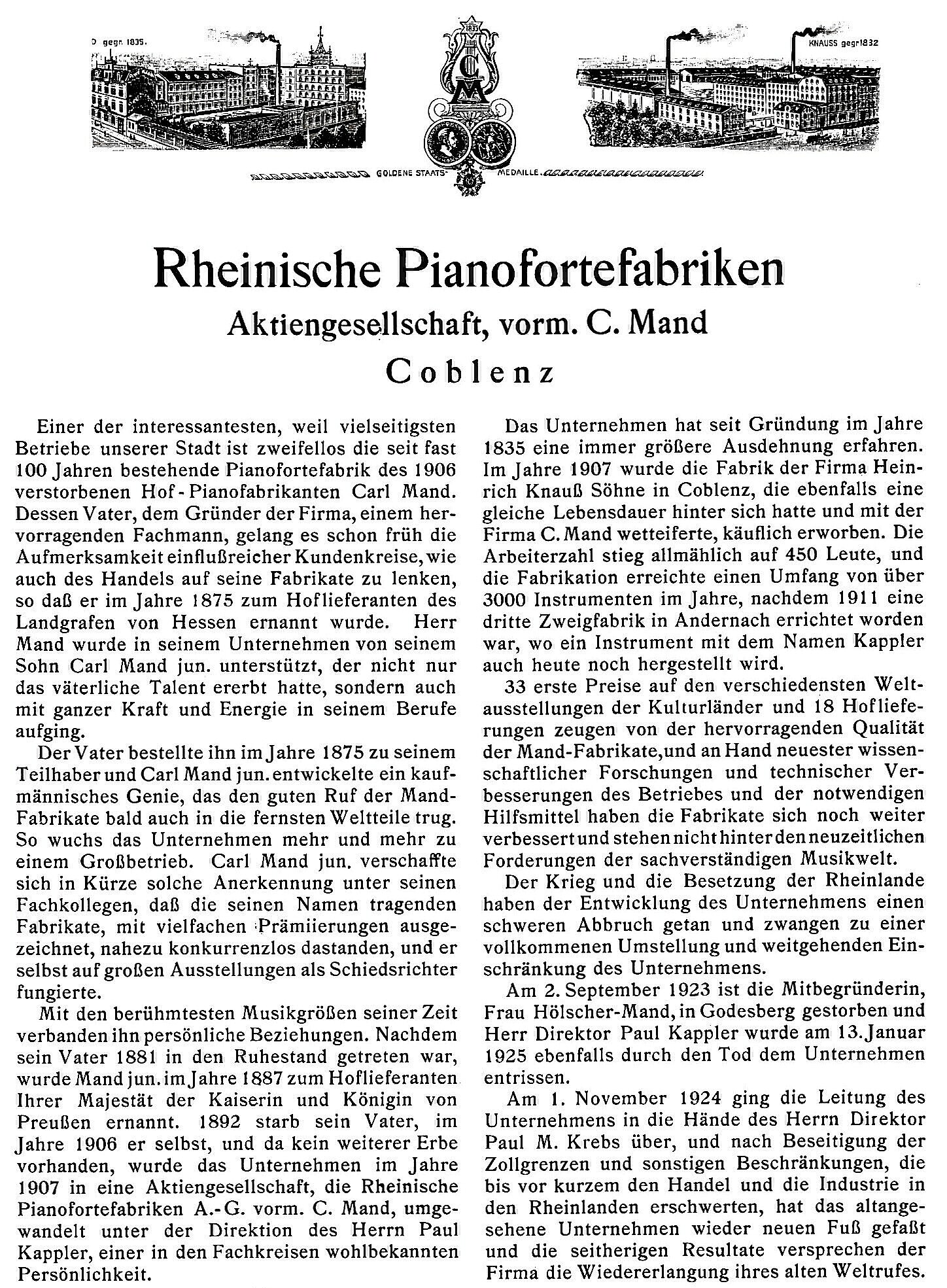
Werbeanzeige der Rheinischen Pianofortefabriken AG, 1926

Die biografischen Daten über Carl Mand sen. sind spärlich. Sein Vater Nikolaus Mand war Schreiner und Winzer in Horchheim bei Koblenz. In der Nähe seines Hofs befand sich der Sommersitz des Berliner Bankiers Mendelssohn, der gelegentlich von seinem Verwandten, dem Komponisten Felix Mendelssohn Bartholdy besucht wurde. Die Familie Mendelssohn ermutigte zunächst Carl Mands Bruder Nikolaus, seine Kenntnisse in der Musik und im Klavierbau in Wien zu vertiefen. Als dieser jedoch starb, sprang Carl ein und trat die Reise nach Wien an, wo er seit 1827 zum Klavierbauer ausgebildet wurde. Nach seiner Rückkehr gründete er 1835 in Koblenz eine eigene Klavierbauwerkstatt, die in den kommenden Jahrzehnten sehr erfolgreich war und ihre Instrumente in die ganze Welt exportierte. Nachdem Carl Mand sen. 1881 in den Ruhestand getreten war, übernahm sein Sohn Carl Mand jun. die alleinige Geschäftsführung. Er wurde zum Hoflieferanten der deutschen Kaiserin ernannt. 1903 rühmte er sein Geschäft mit gesundem Selbstbewusstsein als „die einzige Fabrik der Welt, welche in 23 Jahren 24 nur erste Preise, darunter 11 auf Weltausstellungen, errungen hat“.
Carl Mand jun. starb am 26. Dezember 1906 ohne Nachkommen. Daraufhin wurde das Unternehmen 1907 in eine Aktiengesellschaft unter der Firma Rheinische Pianofortefabriken AG vormals C. Mand umgewandelt. Im gleichen Jahr erwarb die neu formierte Gesellschaft das seit 1832 ebenfalls in Koblenz ansässige Konkurrenzunternehmen Heinrich Knauß & Söhne. 1911 wurde eine dritte Fabrik in Andernach erworben. In dieser Zeit wurden unter der Direktion von Paul Kappler († 13. Januar 1925) rund 450 Mitarbeiter beschäftigt und jährlich über 3000 Instrumente produziert. Die bis dahin in Bonn bestehende Zweigniederlassung (wohl eine Vertriebsniederlassung ohne eigene Produktion) wurde 1915 nach Köln verlegt und der Standort in Bonn als Musterpianolager und Reparaturwerkstatt fortgeführt, die Zweigniederlassung stand zu dieser Zeit unter der Leitung des Klaviertechnikers C. Merz. Die im selben Jahr als Mitglied des Aufsichtsrats erwähnte und posthum als Mitbegründerin des Unternehmens bzw. der Aktiengesellschaft bezeichnete Clara Hölscher-Mand starb am 2. September 1923 in Bad Godesberg, sie war möglicherweise eine Schwester von Carl Mand jun.
Der Erste Weltkrieg und die Inflation hatten einen starken Produktionsrückgang und wirtschaftlichen Niedergang zur Folge, von dem sich das Unternehmen nach 1923 nur noch für wenige Jahre erholen konnte. So entstand 1925 ein weiteres Zweigwerk in Weilburg und die Produktion erreichte wieder das Vorkriegsniveau. Doch führte die 1929 einsetzende Weltwirtschaftskrise zur Einstellung des Geschäftsbetriebs und am 13. Oktober 1930 zur endgültigen Auflösung des Unternehmens.

## Instrumente
Die meisten erhaltenen Instrumente von Carl Mand befinden sich heute in Privatbesitz. Eine Sammlung unterhält das Landesmuseum Koblenz in der Festung Ehrenbreitstein. Ein Flügel, dessen eigenwillige Gehäuseform vom Architekten und Designer Joseph Maria Olbrich um 1900 entworfen wurde, steht im Berliner Musikinstrumenten-Museum. Von diesem achteckigen Mand-Olbrich-Flügel existieren weitere Modelle, eines in schwarz mit aufwendiger Ornamentik steht auf der Mathildenhöhe in Darmstadt. Besonders sind auch der Glockenflügel und der Eckflügel, beides Patente von C. Mand. Diese besonders kleinen Flügel lassen sich platzsparend in Ecken stellen.

## Ehrungen
- 1965: Benennung einer Straße im Koblenzer Industriegebiet als „Carl-Mand-Straße“
- diverse Hoflieferanten-Titel
- einige Goldmedaillen bzw. erste Preise auf Weltausstellungen